# The Creature Walks Among Us

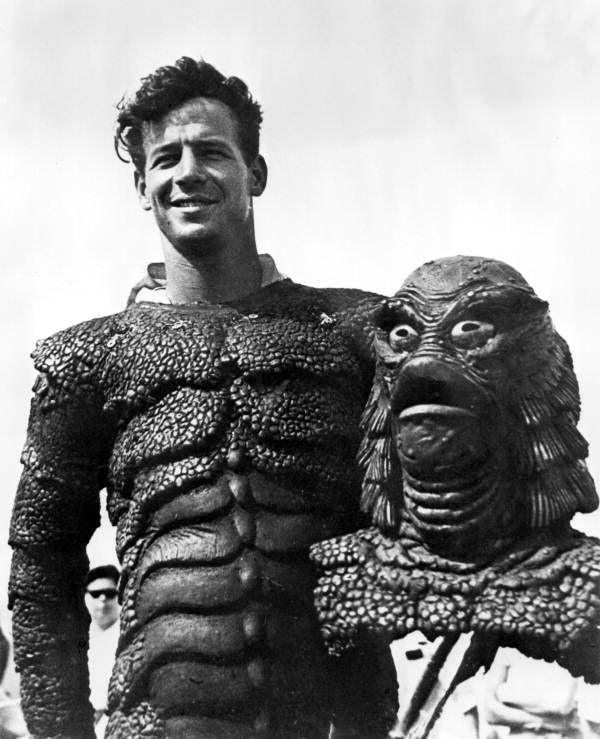
Ricou Browning interpretó al «Gill Man» en las escenas submarinas de Creature from the Black Lagoon (1954), Revenge of the Creature (1955) y The Creature Walks Among Us (1956).

The Creature Walks Among Us (conocida en español como El monstruo camina entre nosotros en España y El monstruo vengador en Argentina y México) es una película estadounidense de terror y monstruos de 1956 y la tercera entrega de la serie Creature from the Black Lagoon de Universal Pictures, después de Revenge of the Creature del año anterior. La película fue dirigida por John Sherwood, asistente de dirección de Universal-International desde hacía mucho tiempo, en su debut como director. Jack Arnold, que había dirigido las dos primeras películas de la serie, había pasado a las películas clase A y sintió que no tenía más para contribuir al género de terror. Sugirió que su asistente de dirección, Sherwood, podría ascender a director titular, lo que afectó en parte la decisión de Universal de permitirle dirigir la película. The Creature Walks Among Us fue protagonizada por Jeff Morrow, Rex Reason, Leigh Snowden, Gregg Palmer y Maurice Manson. La criatura fue interpretada por Don Megowan en tierra, y en su aparición final como Gill-man, interpretado por Ricou Browning bajo el agua. Al igual que la Creature from the Black Lagoon original, tenía música compuesta por Henry Mancini, quien en ese momento estaba bajo contrato con Universal. Se considera que es la última película de la serie de los monstruos clásicos de Universal.

## Argumento
Tras la fuga de Gill-man del Ocean Harbor Oceanarium en Florida, un equipo de científicos dirigido por el trastornado y despiadado Dr. William Barton (Jeff Morrow) aborda el Vagabondia III para capturar a la criatura en los Everglades. Barton es mentalmente inestable y aparentemente un esposo abusivo con su esposa Marcia (Leigh Snowden), ya que se vuelve muy celoso y paranoico cuando Marcia está con otros hombres. Su guía, Jed Grant (Gregg Palmer), hace numerosas insinuaciones a Marcia (que ella rechaza constantemente), y Barton se vuelve paranoico con los dos.
Marcia acompaña a Jed y al Dr. Tom Morgan (Rex Reason) en su inmersión inicial para buscar a Gill-man, a pesar de las feroces objeciones de su esposo. Durante la inmersión, Marcia nada demasiado profundo y se siente abrumada por la «éxtasis de las profundidades», perdiendo temporalmente la cabeza y quitándose todo su equipo de buceo. Esto obliga a Jed y Tom a abandonar su búsqueda de Gill-man para nadar de regreso y salvarla.
Cuando finalmente es capturado, Gill-man sufre graves quemaduras en un incendio que lleva a una transformación quirúrgica realizada por Barton, Tom y sus colegas, el Dr. Borg (Maurice Manson) y el Dr. Johnson (James Rawley). Mientras vendan a Gill-man, los médicos notan que está perdiendo las branquias e incluso respira usando una especie de sistema pulmonar similar al humano. Ahora que la criatura tiene una piel más humana, se le da ropa. Los médicos intentan que Gill-man se acostumbre a vivir entre humanos. Aunque su vida está salvada, aparentemente es infeliz y mira abatido al océano.
Barton arruina los planes cuando, en un ataque de furia asesina, mata a Jed, celoso de que haya hecho insinuaciones románticas hacia su esposa. Al darse cuenta de lo que ha hecho, Barton intenta culpar a Gill-man. Gill-man, al presenciar el asesinato y aparentemente darse cuenta de que se le culpa por el asesinato, se vuelve loco. Después de derribar la cerca eléctrica de confinamiento, mata a Barton y luego camina lentamente de regreso al mar. Se le ve por última vez en una playa, avanzando hacia el océano.

## Reparto
- Jeff Morrow como Dr. William Barton.
- Rex Reason como Dr. Thomas Morgan.
- Leigh Snowden como Marcia Barton.
- Gregg Palmer como Jed Grant.
- Maurice Manson como Dr. Borg.
- Ricou Browning como Gill-man – en el agua.
  - Don Megowan como Gill-man – en tierra.
- James Rawley como Dr. Johnson.
- Paul Fierro como Morteno.
- Lillian Molieri como Sra. Morteno.
- David McMahon como Capitán Stanley.

## Producción
A diferencia de las dos películas anteriores de Creature, The Creature Walks Among Us no se filmó en 3D. Las escenas submarinas se filmaron en Wakulla Springs en el norte de Florida, hoy un parque estatal. También se utilizaron otros lugares de Florida para filmar en exteriores. La fotografía principal se realizó desde finales de agosto hasta mediados de septiembre de 1955.

## Recepción
Bosley Crowther de The New York Times calificó a The Creature Walks Among Us como un regreso en forma de la serie: «Los productores han capturado algunas imágenes submarinas brumosas pero pictóricas y que los Sres. Morrow y Reason, y Gregg Palmer, que hace de guía enamorado de la rubia y escultural señorita Snowden, se comportan bastante bien en circunstancias decididamente inusuales. La "criatura", por supuesto, es lo suficientemente aterradora como para asustar las escamas de un sábalo. Sin embargo, aparentemente no ha aterrorizado a sus descubridores de Hollywood».

## Medios domésticos
Universal Studios lanzó The Creature Walks Among Us en DVD en una caja junto con Creature from the Black Lagoon y Revenge of the Creature, y agregó un documental adicional detrás de escena sobre la trilogía.